# Sadaqa
Sadaqa sau zakat este al treilea Stâlp al Islamului și se referă la cedarea unei părți din avere statului pentru a o folosi în sprijinirea comunității islamice. Zakat-ul este o milostenie obligatorie și poate fi plătibil în depozite bancare, metale prețioase, marfă folosită în comerț (dar nu posesiuni personale de felul automobilelor, îmbrăcămintelor, caselor și bijuteriilor), vite și recolte de pe pâmânturi cultivate.

## Delimitare conceptuală
Din punct de vedere etimologic, sadaqah înseamnă caritate, bunăvoință. Legislația coranică tratează Zakat-ul ca pe o taxă religioasă obligatorie și o reglementează în detaliu: se specifică bunurile impozabile, categoriile de persoane care trebuie să plătească impozitul și cele cărora le este destinat. Cuantumul veritabil pentru fiecare categorie de bunuri oscilează între 3% și 10%.
Zakat-ul este o milostenie obligatorie și poate fi plătibil în depozite bancare, metale prețioase, marfă folosită în comerț (dar nu posesiuni personale de felul automobilelor, îmbrăcămintelor, caselor și bijuteriilor), vite și recolte de pe pâmânturi cultivate.
Zakat-ul poate fi privit și ca o taxă spirituală. Acest tip de taxă are două dimensiuni – verticală și orizontală. Verticală deoarece este privită ca o obediență față de Dumnezeu și orizontală căci este o obligație față de omenire. Zakat, un element important în islam, conține șase principii de bază:
1. Credința religioasă; cei care plătesc Zakat o fac sub o formă de manifestare a credințelor religioase.
2. Principiul justiției și al echității; scopul social al Zakat-ului este de a divide averea pe care Dumnezeu a dăruit-o în mod corect bărbaților.
3. Principiul productivității; Zakat trebuie plătit pentru anumite proprietăți din care s-au rezultat diverse produse.
4. Principiul rațiunii; doar persoanele cu discernământ pot plăti astfel de taxă.
5. Principiul libertății; Zakat este plătit doar de oamenii liberi, care nu sunt aflați în sclavie.
6. Principiul etic; Zakat nu este încasat în mod arbitrar.

Principalul motiv al binefacerii este de a obține dreptate economică și socială. Zakat este văzut ca simplul transfer al averii și al bunurilor de la bogați către cei săraci. Fiecare proprietate este deținută prin credință în Dumnezeu. Zakat este epitomul pentru ideea de credință, binefacere și dăruire. El dezvoltă o relație între oamenii comunității și ajută la solidificarea relației dintre Dumnezeu și credincioși. Zakat face parte din Legea Islamică Șaria, ceea ce înseamnă că devine un act obligatoriu pentru fiecare musulman în parte. Este o formă de minimalizare sau chiar eliminare a penuriei.

## Modul de calcul al Zakat-ului

### Zakat-ul pentru cămile
Se aplică atunci când deținătorul are cinci cămile. Dacă o persoană posedă cinci cămile, trebuie să plătească Zakat o oaie (5 cămile fac cât o oaie). Dacă numărul de cămile ajunge la 25, acesta trebuie să dea o cămilă femelă de un an ca Zakat. Dacă deține 36 de cămile, va trebui să dea o cămilă femelă de doi ani ca Zakat. Dacă deține 46 de cămile, trebuie să dea o cămilă femelă de trei ani ca Zakat. Dacă deține 61 de cămile, trebuie să dea o cămilă femelă de patru ani ca Zakat. Dacă deține 76 de cămile, trebuie să dea două cămile de doi ani ca Zakat. Dacă are 91 de cămile, trebuie să dea ca Zakat o cămilă femelă de doi ani care echivalează cât 40 și o cămilă femelă de trei ani care echivalează cu 50. 

### Zakat-ul pentru vaci
Începe cu cel care are 30 de vaci. Acesta trebuie să dea o vacă de un an. Dacă deține 40 de vaci, trebuie să dea o vacă de doi ani. 

### Zakat-ul pentru oi și capre
Începe cu cel care deține 40 de oi. Dacă o persoană deține 40 de oi, trebuie să dea o femelă. Dacă deține atât oi, cât și capre, atunci va da una dintre cele mai numeroase. Dacă numărul lor ajunge la 121, atunci trebuie incluse două femele, iar dacă numărul lor ajunge la 201, trei femele trebuie incluse și așa mai departe pentru fiecare 100. 

### Zakat-ul pentru aur și argint
Dacă o persoană deține 20 mithqal de aur, trebuie să dea Zakat (1 mithqal este echivalentul a 4,25 grame). Valoarea de aur convertită este de 85 de grame. Pentru această valoare, se va da ca Zakat 2,5% din valoare. Pentru argint, Zakatul va începe de la 200 dirhami, care este echivalentul a 591 grame de argint. Se va plăti Zakat 2,5% din valoare. Condițiile impuse ca acest Zakat să fie permis și acceptat sunt ca deținătorul să aibă valoarea de aur și argint dispusă pentru Zakat de cel puțin un an. 

### Zakat pentru producție și fructe
Acest tip de taxă se impune pe semințe, curmale și struguri, dacă cantitatea de recoltă este echivalentă cu 4 irdabb (300 de lire) și 2 kaylas (28 lire).  Există totodată anumite obiecte care sunt interzise ca oferire sub formă de Zakat: propria casă, haine personale, mobilier, arme, animale folosite ca mijloc de transport, bijuterii precum perle, rubine, care nu sunt incluse în negoț, cărți care nu sunt pentru negoț, echipament folosit pentru artizanat prin care proprietarul își câștigă existența (ex: ciocan) etc.

## Zakat-ul al Fitr
Zakat-al Fitr perfecționează postul Ramadanului și purifică postul de orice act necuviincios al vorbirii. Acesta este asociat cu luna postului Ramadan și este oferit înaintea rugăciunii de Eid al Fitr. Este obligatoriu pentru toți musulmanii: tineri, bătrâni, bărbați, femei etc. Fiecare musulman care posedă bunuri sau sume de bani care să acopere nevoile unei persoane pe durata unei zile și a unei nopți, trebuie să plătească Zakat al-Fitr. Acesta poate fi echivalentul a 3 kg de curmale, orz sau făină. 
Este de preferat ca această danie să fie sub forma unor alimente, astfel încât cei nevoiași să se poată pregăti cum se cuvine de Eid al Fitr.

## Context istoric
Zakat-ul a devenit fard (obligatoriu) odată cu venirea Profetului Muhammad la Medina. Există voci care spun că acest concept a intrat în islam prin iudaism, cuvântul Zakat având rădăcina în cuvântul aramaic zakut. Cu toate astea, mulți învățați islamici neagă această afirmație. 
Califul Abu Bakr, succesorul Profetului Muhammad a fost primul care a instituit sistemul Zakat ca fiind obligatoriu, chiar și după moartea Profetului. Acesta a stabilit principiul conform căruia Zakat trebuie plătit reprezentantului legitim al autorității Profetului. Alți musulmani nu au fost de acord și au refuzat plata Zakat-ului către Abu Bakr, ceea ce a dus la acuzații de apostazie și la războaiele Ridda. Califii Umar bin Al-Khattab și Uthman ibn Affan au continuat codificarea Zakat-ului. Uthman a modificat protocolul de colectare a Zakat-ului printr-un ordin care stabilea doar averea evidentă care putea fi taxată, ceea ce a avut ca efect limitarea Zakat-ului doar la plata prin agricultură și producție. 
În timpul califatului lui Ali ibn Abu Talib, chestiunea Zakat-ului era legată de legitimitatea administrației. După Ali, susținătorii săi au refuzat să plătească Zakat lui Muawiyah I, nerecunoscându-i legitimitatea.
În funcție de regiune, partea dominantă din Zakat mergea până la Amil (colectorii de Zakat) sau Sabilillah (cei care se luptau pentru cauze religioase, îngrijitorii de moschei etc). Zakat-ul nu era colectat de la non-musulmani, deși aceștia erau nevoiți să plătească un alt tip de taxă, jizyah.

## Zakat în Coran
Coranul prezintă sure în care este menționat tipul de taxă Zakat și în care este descris modul corect de plată pe care fiecare musulmani trebuie să o facă: 
Ei te întreabă pentru ce anume să facă danii! Tu spune: „Ceea ce dați din avuția voastră, dați pentru părinții voștri și pentru rude și orfani și săraci și pentru cei aflați în călătorie. Căci Allah știe toate faptele bune!ˮ  (Surah Al Baqarah, 2:215)
Cei care dau din avuția lor și nu vin după cele date și nu se căiesc, aceia se vor bucura de răsplată din partea Domnului lor și nu va exista, pentru ei, nici teamă și nici necaz.  (Surah Al Baqarah, 2:262)
Și pe cei care își cheltuiesc avuțiile lor ca să-i vadă oamenii și nu cred în Allah și în Ziua de-apoi. Cel ce are ca tovarăș pe Diavol, ce tovarăș rău are el!  (Surah An-Nisa, 4:38)
El este cel care a creat grădinile suspendate și nesuspendate, precum și curmalii și cultura diferitelor roade, ca și măslinii și rodiile, asemănătoare și deosebite între ele! Mâncați din fructele lor, când ele rodesc și dați dreptul ce se cuvine, în ziua recoltei, dar nu faceți risipă! Căci El nu-i iubește pe risipitori!  (Surah Al-An’am, 6:141)
Tu ia din bunurile lor milostenii, ca să-i purifici cu ele de păcatele lor și apleacă-Te spre ei! Caci, ruga Ta este un motiv de liniște pentru ei. Iar Allah aude și știe!  (Surah At-Tawbah, 9:103)

## Hadith-uri despre Zakat
Pe lângă Coran, tipul de taxă Zakat a fost menționat și în hadith-uri:
Ibn ‘Umar a relatat că Trimisul lui Allah a zis: Societatea islamică se înalță pe cinci piloni: mărturia că nu există alt Dumnezeu afară de Allah; că Muhammad este slujitorul și Trimisul Său; practicarea rugăciunii; plata Zakat-ului (darea pentru săraci), pelerinajul la Casa lui Allah (Ka’ba) și postul în Ramadan.
Ibn ‘Umar a relatat că Trimisul lui Allah a zis: Mi s-a poruncit să lupt împotriva oamenilor până ce vor mărturisi că nu există alt Dumnezeu afară de Allah, că Muhammad este Trimisul lui Allah, să facă rugăciunea și să plătească Zakat, iar dacă fac aceasta, sângele și averea lor vor fi apărate în numele meu, mai puțin când legea cere altfel, iar treburile lor rămân în grija lui Allah.
Abu Ayyub a relatat că un om a zis Trimisului lui Allah: Îndrumă-mă către o faptă care să mă conducă în Rai. La aceasta, El a zis: Să venerezi pe Allah și să nu-i faci asociați, să faci rugăciune, să plătești Zakat și să întărești legăturile de rudenie.
Jarir ibn ‘Abdullah a relatat: Am făcut un legământ de supunere față de Trimisul lui Allah să facem rugăciunea, să plătim Zakat și să sfătuim (îndrumăm) pe ficare musulman.